# Nicolò Gatto
Nicolò Gatto (Patti, 9 september 1785 – aldaar, 31 december 1831) was een rooms-katholiek bisschop van Patti op Sicilië, in het koninkrijk der Beide Siciliën.

## Levensloop
Gatto groeide op in Patti en werd daar tot priester gewijd in 1809. Hij promoveerde tot doctor in de theologie en werd kanunnik in het kapittel van de kathedraal van Patti. Daar klom hij op tot proost van het kapittel.
Paus Pius VII benoemde Gatto tot hulpbisschop van Patti in 1820. Dit ging gepaard met de toekenning van het titulair bisdom Titiopolis in de voormalige Romeinse provincie Isaurië in Turkije.
In 1823 volgde de benoeming tot bisschop van Patti. Gatto werd belast met de overdracht van vierentwintig dorpen van het aartsbisdom Messina naar het bisdom Patti. Paus Pius VII had dit in 1824 beslist na zes jaren onderhandeling met Ferdinand I, koning der Beide Siciliën. De overdracht was delicaat omdat het bisdom Patti als welstellend werd beschouwd en in staat moest zijn om jaarlijks een schadevergoeding van vierhonderd Siciliaanse onza te betalen aan Messina. In ruil moest het aartsbisdom Messina alle akten van de vierentwintig dorpen overdragen aan Patti. Er kwam na de gebiedsoverdracht niets van dit alles in huis: noch de schadevergoeding noch de transfert van documenten. De spanning was te snijden in het dorp Santa Maria. Het aartsbisdom Messina benoemde er immers nog snel een aartspriester. De bevolking roerde zich. Bisschop Gatto schreef naar de Staatssecretaris van Siciliaanse zaken om de aartspriester weg te sturen. Het kwam tot een compromis waarbij de aartspriester mocht blijven tot zijn dood.